# ドイツのサッカー選手一覧
ドイツのサッカー選手一覧（ドイツのサッカーせんしゅいちらん）は、ドイツ代表（西ドイツ代表時代も含む）歴のあるサッカー選手の一覧。 Category:ドイツのサッカー選手、またはCategory:サッカードイツ代表選手も参照。
この項目はCategoryではないので、記事の無い選手については、赤リンクや仮リンク、簡単な説明の併記なども可能。

## 1980年代
| GK - ハラルト・シューマッハー | DF - マティアス・ヘルゲット - ベルント・フェルスター - クラウス・アウゲンターラー - ハンス＝ペーター・ブリーゲル - カールハインツ・フェルスター - アンドレアス・ブレーメ | MF - パウル・ブライトナー - ライナー・ボンホフ - ヴォルフガング・ドレムラー - ウリ・シュティーリケ - マンフレート・カルツ - ハンス＝ペーター・ミュラー - ヴォルフガング・ロルフ - ピエール・リトバルスキー - ローター・マテウス | FW - ヨアヒム・シュトライヒ - フェリックス・マガト - ウリ・ヘーネス - カール＝ハインツ・ルンメニゲ - クラウス・アロフス - ルディ・フェラー |

## 1990年代
| GK - アンドレアス・ケプケ - ボド・イルクナー - オリバー・カーン - イェンス・レーマン | DF - ギド・ブッフバルト - トーマス・ベルトルト - ディーター・アイルツ - ユルゲン・コーラー - トーマス・ヘルマー - マティアス・ザマー - ヨルク・ハインリヒ - トーマス・リンケ | MF - トーマス・ヘスラー - トーマス・ドル - オラフ・トーン - シュテファン・ロイター - アンドレアス・メラー - トーマス・シュトルンツ - シュテファン・エッフェンベルク - マリオ・バスラー - メーメット・ショル | FW - シュテファン・クンツ - ユルゲン・クリンスマン - アンドレアス・トーム - ウルフ・キルステン - カール＝ハインツ・リードレ - マルコ・ボーデ - オリバー・ビアホフ |

## 2000年代
| GK | DF - マルコ・レーマー - クリスティアン・ヴェアンス - イェンス・ノヴォトニー - フランク・バウマン - アルネ・フリードリヒ - セバスティアン・ケール - クリストフ・メッツェルダー | MF - フレディ・ボビッチ - クリスティアン・ツィーゲ - マルクス・バッベル - ディートマー・ハマン - ベルント・シュナイダー - イェンス・イェレミース - カルステン・ラメロウ - フランク・バウマン - ミヒャエル・バラック - トルステン・フリンクス - セバスティアン・ダイスラー - ティム・ボロウスキ | FW - オリバー・ノイビル - カルステン・ヤンカー - ミロスラフ・クローゼ - ゲラルド・アサモア - ケヴィン・クラニー |

## 2010年代
| GK - レネ・アドラー - マヌエル・ノイアー - マルク＝アンドレ・テア・シュテーゲン - ケヴィン・トラップ - ベルント・レノ | DF - アンドレアス・ヒンケル - マイク・ハンケ - ハイコ・ヴェスターマン - シモン・ロルフェス - ロベルト・フート - マルセル・ヤンセン - ペア・メルテザッカー - デニス・アオゴ - ザーダール・タスキ - ジェローム・ボアテング - マルセル・シュメルツァー - マッツ・フンメルス - ホルガー・バトシュトゥバー - ベネディクト・ヘーヴェデス - アントニオ・リュディガー - ヨナタン・ター - ニクラス・ジューレ - マティアス・ギンター | MF - トーマス・ヒツルスペルガー - フィリップ・ラーム - ダビド・オドンコール - ピオトル・トロホウスキ - バスティアン・シュヴァインシュタイガー - サミ・ケディラ - メスト・エジル - マルコ・マリン - トーマス・ミュラー - トニ・クロース - アンドレ・シュールレ - マルコ・ロイス - イルカイ・ギュンドアン - ラース・ベンダー | FW - カカウ - パトリック・ヘルメス - ルーカス・ポドルスキ - マックス・クルーゼ - カリム・ベララビ - レロイ・サネ - ティモ・ヴェルナー |